# باكاري سوماري
باكاري سوماري (بالفرنسية: Bakary Soumare)‏ (مواليد 9 نوفمبر 1985 في باماكو - مالي) لاعب كرة قدم مالي يلعب حاليا لصالح نادي الدرجة الأولى بولوني الفرنسي منذ 2009 في مركز قلب الدفاع .

## روابط خارجية
- باكاري سوماري على موقع الاتحاد الدولي (مؤرشف)  (الإنجليزية)
- باكاري سوماري على موقع رابطة كرة القدم الفرنسية للمحترفين (الإنجليزية)
- باكاري سوماري على موقع الدوري الأمريكي (الإنجليزية)
- باكاري سوماري على موقع قاعدة بيانات كرة القدم.إي يو (الإنجليزية)
- باكاري سوماري على موقع ناشيونال فوتبول تيمز (الإنجليزية)
- باكاري سوماري على موقع Soccerway.com (الإنجليزية)
- باكاري سوماري على موقع عالم كرة القدم.نت (الإنجليزية)
- باكاري سوماري على موقع كووورة
- باكاري سوماري على موقع AS.com (الإسبانية)